# Melanoidine
Als Melanoidine (von gr. μέλας „schwarz“) werden gelb bis dunkelbraun gefärbte, stickstoffhaltige organische Verbindungen bezeichnet, die in vielen thermisch prozessierten Lebensmitteln wie Kaffee, Brot und Bier aus reduzierenden Zuckern und Aminoverbindungen im Rahmen der Maillard-Reaktion gebildet werden.

## Bildungsweg und Vorkommen in Lebensmitteln
Melanoidine entstehen als Endprodukte der sogenannten Maillard-Reaktion. Dabei kondensiert in der initialen Phase die Carbonylgruppe des Zuckers mit der Aminogruppe der Aminosäure bzw. des Proteins und es entstehen Stickstoff-substituierte Glycosylamine, welche über die Amadori-Umlagerung zu Aminodesoxyketosen weiterreagieren. In der intermediären Phase werden aus den verschiedenen Amadori-Verbindungen zahlreiche Zwischenprodukte durch Dehydratisierung-, Oxidations- und Spaltungsreaktionen gebildet. Die finale Phase umfasst dann die eigentliche Bildung der Melanoidine durch Polymerisation und weitere Dehydratisierung aller beteiligten Zwischenprodukte. Die genauen Strukturen und Bildungsmechanismen sind nur unzureichend in der Literatur beschrieben und Gegenstand aktueller Forschung.

Mit höheren Temperaturen, zunehmender Erhitzungszeit und geringen Wassergehalten geht eine stärkere Bräunungsreaktion einher, die auf die Bildung von Melanoidinen zurückzuführen ist. Die Bildung der notwendigen Chromphore für die gelbe bis braune Farbe der Melanoidine ist durch Kondensationsreaktionen sowie Dehydratisierungsreaktionen zu erklären, die zur Bildung größerer Pi-Elektronensysteme führen. Mit Fortschreiten der Reaktion nimmt das Molekulargewicht der die Melanoidinfarbstoffe stetig zu und kann mehrere 100.000 Da erreichen. Zur weiteren Einteilung der Melanoidine wird in der wissenschaftlichen Fachliteratur teilweise von hoch- (high molecular weight, HMW) und niedermolekularen (low molecular weight, LMW) Melanoidinen gesprochen. Es existieren jedoch keine allgemein anerkannten Grenzen für das Molekulargewicht beider Gruppen und ohne weitere Angabe ist meist von hochmolekularen Polymeren die Rede. In Lebensmitteln kann es im Rahmen der Maillard-Reaktion auch zur Modifikation bereits vorhandener Makromoleküle kommen. Am wichtigsten sind in diesem Kontext die Proteine, deren reaktive Seitenketten in Form von Lysin oder Arginin glykiert werden können. Weitere Reaktionen dieser modifizierten Aminosäurereste mit Maillard-Reaktionsprodukten können zur Bildung Protein-basierter Melanoidine führen. Als wichtige Vorstufe in diesem Kontext ist die Verbindung Pronyl-Lysin zu nennen. 

Struktur von Pronyl-Lysin, welches als Markerverbindung in Melanoidinen der Brotkruste identifiziert wurde.

Melanoidine sind in vielen Lebensmitteln enthalten, die durch Backen, Braten, Rösten oder Frittieren hergestellt werden. Dazu zählen geröstete Kaffeebohnen (bis ca. 25 %), Brot(-kruste) und generell Backwaren, Bier und Malz sowie Sojasauce. Insgesamt wird im Rahmen einer westlichen Ernährungsweise von einer Aufnahme von etwa 10 g Lebensmittelmelanoidinen pro Tag ausgegangen, wobei der Hauptanteil auf Brot, Backwaren und Kaffee entfällt. Melanoidine tragen entscheidend zur Farbe, dem Geschmack und der Textur von thermisch prozessierten Lebensmitteln bei.

## Eigenschaften und biologische Wirkung
Zurzeit stehen vor allem Diskussionen über die positiven und negativen Effekte der Melanoidine im Mittelpunkt. Einer der positiven Effekte stellt ihre antioxidative Wirkung dar. Weiterhin absorbieren Melanoidine potenziell gefährliche Substanzen aus der Nahrung, wie z. B. Schwermetallionen oder Cholesterin. Eine der negativen Wirkungen ist die Bindung von Spurenelementen, die damit dem Organismus entzogen werden.